# Call of Duty: World at War
Call of Duty: World at War (även kallat Call of Duty 5 eller CoD WaW) är ett first-person shooter-datorspel utvecklat av Treyarch och släpptes av Activision i Nordamerika den 11 november och i Europa den 14 november 2008. I spelet kan man spela i co-op-läge i spelets singleplayerkampanj.

## Gameplay

### Singelplayer
Singelplayerläget är uppdelat i två delar, den amerikanska och ryska kampanjen. Spelaren alternerar mellan att spela för den amerikanska och ryska sidan.
Den amerikanska sidan av spelet skildrar Stillahavskriget och den ryska Östfronten.
Vapenarsenalen är ungefär densamma som i tidigare Call of Duty. Thompson och M1 Garand är huvudbeväpningen för USA. Ryssarna har i första hand Mosin-Nagant och PPSh-41. Nyheterna är bland annat eldkastare och granatkastaren som kan avfyras från M1 Garanden .
Det går även att spela co-op i spelets kampanjdel.

### Multiplayer
Multiplayerläget är mycket likt sin föregångares multiplayer, Call of Duty 4. I multiplayerläget kan man bära på två vapen, ett primärvapen (primary weapon) och ett sidovapen (side arm). Perket Overkill gör det dock möjligt att ha två huvudvapen när man spawnar. Man kan även bära fyra så kallade perks (tre på Nintendo Wii), som ger spelaren fördelar i spelet. Det kan till exempel vara Sleight of Hand vilket gör det möjligt att ladda om sitt vapen snabbare. Många av de perk som finns i World at War (inte alla) är samma som i Call of Duty 4: Modern Warfare. Vissa perks har dock fått nya namn men har samma effekt som i föregångaren.
Den främsta nyheten i World at Wars multiplayerdel är möjligheten att köra stridsvagn. Den har också fått en alldeles eget perk där det finns olika fördelar.
Precis som i Call of Duty 4 kan man skapa sina egna klasser. För att kunna låsa upp nya vapen och perks behöver man gå upp i rank. Detta genom att antagligen utföra uppdragen på multiplayern och göra utmaningar. För varje nivå låser man upp ett nytt vapen, en ny perk eller utmaningar. Har spelaren nått nivå 65 kan man välja att öppna det så kallade "prestige mode", och börja om igen. Denna åtgärd kan göras totalt tio gånger.
Det finns åtta olika multiplayerlägen: Team Deathmatch (tdm), Free-for-all (dm), Capture the flag (ctf), Headquarters (hq), Search and Destroy (s&d), Sabotage, Domination och War.

## Handling

### Amerikanska kampanjen
Den amerikanska kampanjen utspelar sig i Stillahavskriget, där man krigar på öarna Makin, Peleliu och Okinawa. Spelaren kommer att, för första gången i ett Call of Duty-spel, att kämpa mot den kejserliga japanska armén. De flesta av striderna utspelar sig i djungler, åsar, brohuvuden, japanska skyttegravar, bunkrar och små byar. I djungler hamnar man oftast i bakhåll av dolda japaner.   
I första uppdraget är man på ön Butaritari, i spelet kallat Makin Atoll. Man spelar som menige  C. Miller från USA:s marinkår, som är på ett spaningsuppdrag när man blir tillfångatagen och näst intill avrättad innan Korpral Roebuck räddar Miller. Man följer med Roebuck, Sergeant Tom Sullivan och menige Polonsky på en rad olika uppdrag i spelet, bland annat att ta över Peleliu och öns flygplats . 
I uppdraget "Black Cats" spelar man som Petty Officer Locke, en maskingevärsskytt på en Catalina flygbåt, där han har fått i uppdrag att rädda ett par sjömän vars fartyg har blivit förstörda av japanerna
.

### Ryska kampanjen
I den ryska kampanjen tar spelaren rollen som menige Dimitri Petrenko när han slåss tillsammans med den hänsynslöse sergeanten Viktor Reznov och den skonsamme soldaten Tjernov. I början av den ryska kampanjen är berättelsen hämtad ur filmen Enemy at the Gates, då Dimitri Petrenko svimmar under Slaget vid Stalingrad. När han vaknar upp strider han i Stalingrads ruiner som krypskytt. Efter det strider man i jordbruksmarker och skogar i den tyska staden Seelow, där Slaget om Seelowhöjderna utspelar sig. Efter det sitter man i en T-34-stridsvagn, som man använder för att slå igenom tyskarnas ställningar i slaget om Kursk. Slutligen är Dimitri Petrenko deltagen i det slutliga Slaget om Berlin, där närstrider mot Wehrmacht-trupper förekommer som vanligast. Han hjälper sedan den Röda armén att ta över Reichstagsgebäude och hissa upp den sovjetiska flaggan på toppen av byggnaden.

### Röstskådespelare
- Gary Oldman - Sergeant. Viktor Reznov
- Kiefer Sutherland - Korpral. Roebuck
- Aaron Stanford - Menige Polonsky
- Craig Houston - Menige Chernov
- Chris Fries - Sergeant Tom Sullivan
- Tom Kane - Takeo Masaki
- Steve Blum - Tank Dempsey
- Fred Tatasciore - Nikolai Belinski
- Dimitri Diatchenko - Kommissarien
- Andrew Kishino - Tucker
- Nolan North - Edward Richtofen

## Nazi Zombies
När man har varvat spelet på den lättaste svårighetsgraden så får man ett "special mode" som kallas "Nazi Zombies". Den bana man får efter att ha varvat spelet heter Nacht der Untoten (Night of the Undead). Då är man i en byggnad och ska försvara sig från att bli dödad av zombies. Man kan spela singleplayer, co-op online eller co-op via split-screen. Efter varje zombie man skjuter så får man poäng, som man sedan kan låsa upp dörrar och köpa vapen. Man kan ha max 50 000 poäng. Varje gång man spelar Nazi Zombies börjar det med att spelaren har en Colt M1911 (en amerikansk handpistol) och banan tar aldrig slut, och det finns oändligt många nivåer. Om man spelar co-op och en av spelarna är döende (man blir det när en zombie slår till en spelare) kan man återuppliva den döende spelaren. Om man inte återupplivar den döende spelaren inom 20-30 sekunder så dör han och då får man spela själv tills alla zombier är döda på den nivån som man är på. När man har klarat nivån så kommer den döda spelaren tillbaka med lika mycket pengar som denne har och bara den pistolen som man börjar med, vilket betyder att den döda spelaren inte kan behålla sina vapen denne hade innan denne dog. Det går även att ladda ner banor som andra användare har gjort och spela. Om man vill ha de två nya zombiebanorna Verrückt och Shi No Numa måste man ha Xbox Live och Xbox 360 Live Points som betalningsmedel och sedan ladda ner banorna från Xbox Games Store (Ifall man spelar på Xbox 360). Wii-versionen av spelet är den enda som inte har Nazi Zombies.

### Nacht der Untoten
Det finns två olika vapen i varje rum i huset. Det finns tre dörrar man kan öppna för att hela huset ska vara öppet inomhus. Varje dörr kostar 1000 poäng för att öppna. I dörren märkt "Help" finns det en "Mystery Box" som har många vapen som man kan inte köpa i huset. Bland vapnen man kan få finns till exempel MG42 (tungt tyskt maskingevär), Browning M1919 (tungt amerikanskt maskingevär) och Kar98K med sikte (tyskt prickskyttegevär). Man kan också få ett vapen kallat "Ray Gun" som är ett vapen som ser väldigt futuristiskt ut och är även det bästa av alla vapnen.

### Verrückt
Den 19 mars 2009 släppte Treyarch Call of Duty Map Pack 1. I Map Pack 1 finns det en ny zombiebana. Banan heter "Verrückt", vilket betyder "galen" på tyska. Spelarna måste då låsa upp flera rum för att slå på strömmen som är till för att sätta på elektriska fällor och vissa andra saker. Man börjar så långt bort från platsen där man sätter på strömmen som möjligt och måste öppna dörrar (kostar 1000 poäng) och liknande för att ta sig dit. Den här banan innehåller också en del nya objekt och fällor, såsom elektriska hinder, extraförmån-maskiner och minor. Banan innehåller också några nya extraförmåner till exempel Speed Cola (som gör så att spelaren laddar om sitt vapen dubbelt så snabbt. Kostar 3000. Finns på den amerikanska balkongen), Juggernog (spelaren kan ta mer skada. Finns i den tyska sidan av startrummet och kostar 2500) och Double Tap Root Beer (där spelarens vapen skjuter 33% snabbare och kostar 2000. Finns bredvid en vägg där man kan köpa MP40. Dessutom finns det Quick Revive (som gör så att spelaren "återupplivar" andra fortare. Kostar 1500. Finns på den amerikanska startrummet). Random Box finns också på den här banan. Ett av de bästa vapnen som finns i Random Box kallas "Ray Gun", som också går att på få banan Nacht der Untoten. Ray Gun skjuter en dödlig stråle och dödar alla zombier på ett skott inom vissa ronder.

### Shi No Numa
Den 11 juni 2009 släpptes Call of Duty Map Pack 2 med en ännu en ny zombiebana som heter "Shi No Numa" (De dödas träsk). Det nya med den här banan är att man kan utforska hela banan, vilket betyder att man kan gå utomhus (som man inte kan göra på de två tidigare banorna). Man kan spela fyra tillsammans online och man strider mot den kejserliga japanska armén som har blivit till zombier. På den här banan finns det en ny fiende som kallas "Hellhounds". Dessa ser ut som brinnande hundar, är väldigt snabba och ger variation från alla zombies. De kommer var 4-7 rond och ger en "max ammo" vid slutet av ronden. Här får man också ett vapen som kallas "Wunderwaffe DG-2", som skjuter elektriska chockstötar och dödar max 10 zombier inom en viss radie. Det finns samma perks som innan på Verruckt. 

### Der Riese
Den 6 augusti 2009 släppte Activision och Treyarch Call of Duty Map Pack 3. Den nya zombiebanan heter Der Riese vilket betyder "Jätten" på tyska. Det nya med den här banan är att man kan uppgradera sina vapen (i en "Pack-a-Punch" maskin) och teleportera sig. Banan utspelar sig i en waffenfabrik (Vapenfabrik). Även här finns det hellhounds. Plus fler saker som man kan köpa: till exempel Bowie Knife för 3000 poäng. Här kommer det också hundar och zombier samtidigt.